# 1934 год
1934 (ты́сяча девятьсо́т три́дцать четвёртый) год  по григорианскому календарю — невисокосный год, начинающийся в понедельник. Это 1934 год нашей эры, 4‑й год 4‑го десятилетия XX века 2‑го тысячелетия, 5‑й год 1930‑х годов. Он закончился 91 год назад.
| Пн | Вт | Ср | Чт | Пт | Сб | Вс |
| 1  | 2  | 3  | 4  | 5  | 6  | 7  |
| 8  | 9  | 10 | 11 | 12 | 13 | 14 |
| 15 | 16 | 17 | 18 | 19 | 20 | 21 |
| 22 | 23 | 24 | 25 | 26 | 27 | 28 |
| 29 | 30 | 31 |    |    |    |    |

| Пн | Вт | Ср | Чт | Пт | Сб | Вс |
|    |    |    | 1  | 2  | 3  | 4  |
| 5  | 6  | 7  | 8  | 9  | 10 | 11 |
| 12 | 13 | 14 | 15 | 16 | 17 | 18 |
| 19 | 20 | 21 | 22 | 23 | 24 | 25 |
| 26 | 27 | 28 |    |    |    |    |

| Пн | Вт | Ср | Чт | Пт | Сб | Вс |
|    |    |    | 1  | 2  | 3  | 4  |
| 5  | 6  | 7  | 8  | 9  | 10 | 11 |
| 12 | 13 | 14 | 15 | 16 | 17 | 18 |
| 19 | 20 | 21 | 22 | 23 | 24 | 25 |
| 26 | 27 | 28 | 29 | 30 | 31 |    |

| Пн | Вт | Ср | Чт | Пт | Сб | Вс |
|    |    |    |    |    |    | 1  |
| 2  | 3  | 4  | 5  | 6  | 7  | 8  |
| 9  | 10 | 11 | 12 | 13 | 14 | 15 |
| 16 | 17 | 18 | 19 | 20 | 21 | 22 |
| 23 | 24 | 25 | 26 | 27 | 28 | 29 |
| 30 |    |    |    |    |    |    |

| Пн | Вт | Ср | Чт | Пт | Сб | Вс |
|    | 1  | 2  | 3  | 4  | 5  | 6  |
| 7  | 8  | 9  | 10 | 11 | 12 | 13 |
| 14 | 15 | 16 | 17 | 18 | 19 | 20 |
| 21 | 22 | 23 | 24 | 25 | 26 | 27 |
| 28 | 29 | 30 | 31 |    |    |    |

| Пн | Вт | Ср | Чт | Пт | Сб | Вс |
|    |    |    |    | 1  | 2  | 3  |
| 4  | 5  | 6  | 7  | 8  | 9  | 10 |
| 11 | 12 | 13 | 14 | 15 | 16 | 17 |
| 18 | 19 | 20 | 21 | 22 | 23 | 24 |
| 25 | 26 | 27 | 28 | 29 | 30 |    |

| Пн | Вт | Ср | Чт | Пт | Сб | Вс |
|    |    |    |    |    |    | 1  |
| 2  | 3  | 4  | 5  | 6  | 7  | 8  |
| 9  | 10 | 11 | 12 | 13 | 14 | 15 |
| 16 | 17 | 18 | 19 | 20 | 21 | 22 |
| 23 | 24 | 25 | 26 | 27 | 28 | 29 |
| 30 | 31 |    |    |    |    |    |

| Пн | Вт | Ср | Чт | Пт | Сб | Вс |
|    |    | 1  | 2  | 3  | 4  | 5  |
| 6  | 7  | 8  | 9  | 10 | 11 | 12 |
| 13 | 14 | 15 | 16 | 17 | 18 | 19 |
| 20 | 21 | 22 | 23 | 24 | 25 | 26 |
| 27 | 28 | 29 | 30 | 31 |    |    |

| Пн | Вт | Ср | Чт | Пт | Сб | Вс |
|    |    |    |    |    | 1  | 2  |
| 3  | 4  | 5  | 6  | 7  | 8  | 9  |
| 10 | 11 | 12 | 13 | 14 | 15 | 16 |
| 17 | 18 | 19 | 20 | 21 | 22 | 23 |
| 24 | 25 | 26 | 27 | 28 | 29 | 30 |

| Пн | Вт | Ср | Чт | Пт | Сб | Вс |
| 1  | 2  | 3  | 4  | 5  | 6  | 7  |
| 8  | 9  | 10 | 11 | 12 | 13 | 14 |
| 15 | 16 | 17 | 18 | 19 | 20 | 21 |
| 22 | 23 | 24 | 25 | 26 | 27 | 28 |
| 29 | 30 | 31 |    |    |    |    |

| Пн | Вт | Ср | Чт | Пт | Сб | Вс |
|    |    |    | 1  | 2  | 3  | 4  |
| 5  | 6  | 7  | 8  | 9  | 10 | 11 |
| 12 | 13 | 14 | 15 | 16 | 17 | 18 |
| 19 | 20 | 21 | 22 | 23 | 24 | 25 |
| 26 | 27 | 28 | 29 | 30 |    |    |

| Пн | Вт | Ср | Чт | Пт | Сб | Вс |
|    |    |    |    |    | 1  | 2  |
| 3  | 4  | 5  | 6  | 7  | 8  | 9  |
| 10 | 11 | 12 | 13 | 14 | 15 | 16 |
| 17 | 18 | 19 | 20 | 21 | 22 | 23 |
| 24 | 25 | 26 | 27 | 28 | 29 | 30 |
| 31 |    |    |    |    |    |    |

## События

### Январь

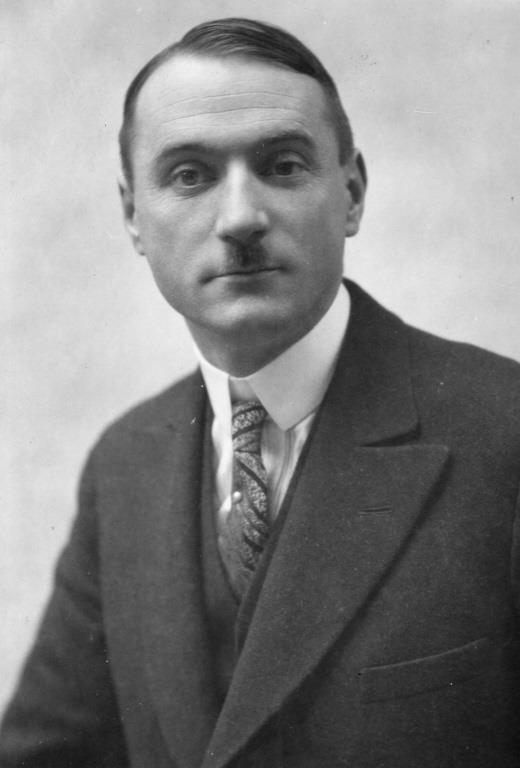
Президент Швейцарии Марсель Пиле-Гола

- 1 января — Должность президента Швейцарии занял начальник департамента почт и путей сообщения Марсель Пиле-Гола.
- 3 января
  - Премьер-министром Румынии стал либерал Георге Тэтэреску.
  - В результате взрыва угольной пыли на шахте в Рудных горах, в окрестностях Осека (Чехословакия) погибли 142 шахтёра.
- 10 января — В РСФСР Нижне-Волжский край разделён на Саратовский и Сталинградский края. Образован Азово-Черноморский край[1].
- 13 января — Постановлением Совнаркома СССР «Об учёных степенях и званиях» в СССР введены (фактически восстановлены существовавшие в царской России) учёные степени.
- 14 января — Военный переворот на Кубе. Правительство Рамона Грау Сан-Мартина свергнуто, к власти пришёл командующий армией Фульхенсио Батиста[2].
- 15 января — Землетрясение магнитудой 8,1 в Непале и Индии, погибло около 10700 человек.
- 17 января — В составе РСФСР создана новая административно-территориальная единица — Челябинская область.
- 18 января
  - Фактический правитель Кубы Фульхенсио Батиста назначил новым президентом страны Карлоса Мендиету[2][3].
  - В Португалии произошла всеобщая забастовка, переросшая в вооружённое восстание, которое затем было подавлено усилиями армии.
- 20 января — Создана японская компания — мировой производитель фототоваров «Fujifilm».
- 23 января — Член Высшего военного совета Сэндзюро Хаяси занял должность министра армии Японии.

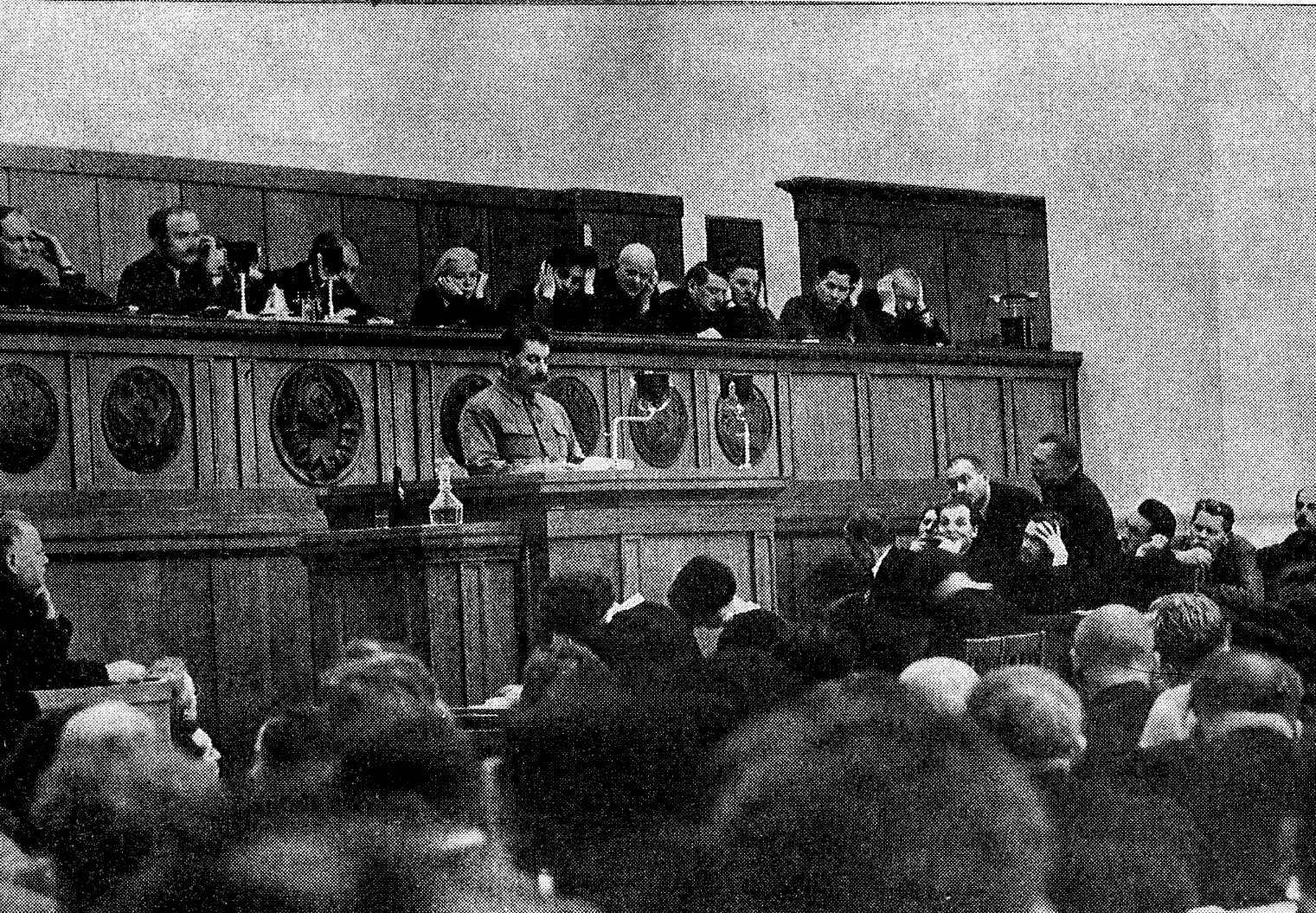
Участники XVII съезда ВКП(б)

- 26 января — В Берлине подписан Договор о ненападении между Германией и Польшей.
- 26 января-10 февраля — В Москве проходил XVII съезд ВКП(б), получивший название «Съезда победителей», а позже «Съезда расстрелянных» (более половины участников этого съезда были позднее репрессированы).

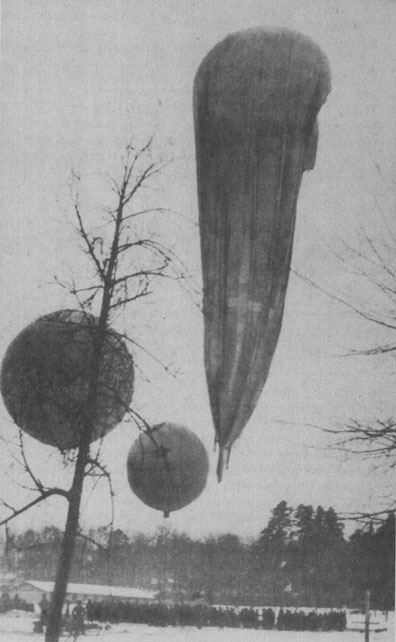
Стратостат «Осоавиахим-1» перед стартом

- 27 января — Во Франции ушло в отставку правительство во главе с министром внутренних дел Камилем Шотаном. Эдуар Эррио отказался от формирования нового правительства[4].
- 30 января
  - Во Франции сформирован кабинет Эдуара Даладье[4].
  - При попытке установить мировой рекорд по высоте подъёма в стратосферу в СССР разбился аэростат «Осоавиахим-1».

### Февраль
- 6 февраля — во Франции сторонники правых организаций «Боевые кресты», «Аксьон франсез» и др. атаковали Бурбонский дворец, где заседал парламент. Полиция вынуждена была открыть огонь по участникам профашистского путча. Кабинет Эдуара Даладье ушёл в отставку 7 февраля[5].
- 9 февраля
  - Во Франции сформирован кабинет Гастона Думерга[4].
  - Создана Балканская Антанта (Греция, Королевство Румыния, Турция и Королевство Югославия) – антиболгарский союз 4 государств..
- 11 февраля
  - При Совете Народных Комиссаров СССР была образована Комиссия советского контроля (взамен ликвидированного Народного комиссариата Рабоче-крестьянской инспекции).
  - Представитель левого крыла Либеральной партии Альфонсо Лопес Пумарехо избран президентом Колумбии (получил 99,6% голосов, вступил в должность 7 августа).
- 12 февраля — во Франции по призыву коммунистов и социалистов прошла всеобщая забастовка, в которой участвовали 4,5 миллиона человек. В Париже прошла 150-тысячная антифашистская демонстрация[6].

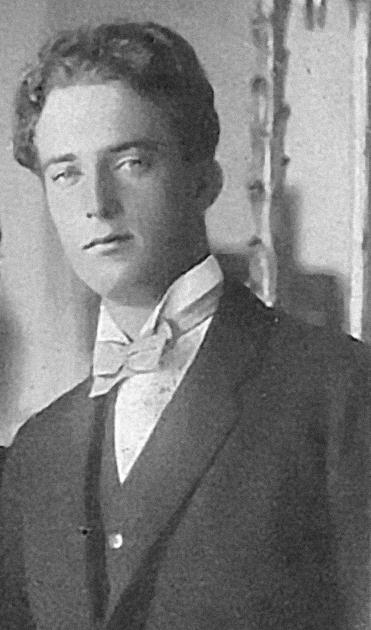
Леопольд III, новый король Бельгии

- 12–16 февраля — Февральское восстание в Австрии[7].
- 13 февраля — затонул пароход «Челюскин».
- 17 февраля — в горах под Намюром во время занятий альпинизмом погиб король Бельгии Альберт I. [[Бельгия|Бельгийскийъъ престол перешёл к его сыну Леопольду III (провозглашён королём 23 февраля)[8].
- 21 февраля — в Никарагуа во время переговоров в Манагуа арестованы и расстреляны лидер антиамериканского повстанческого движения генерал Аугусто Сесар Сандино и генералы его штаба[9].

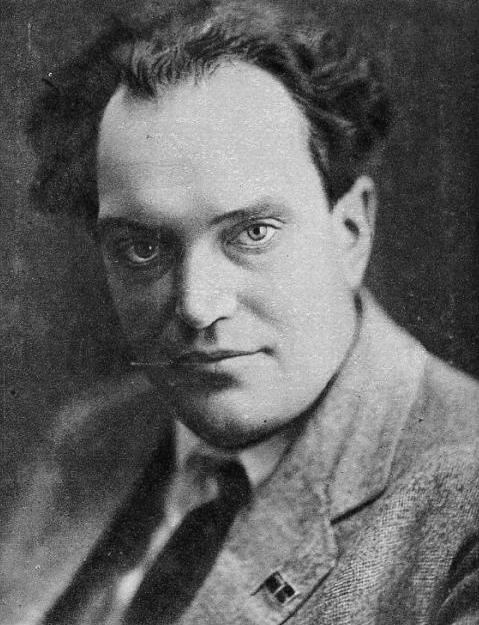
Председатель Комиссии советского контроля при СНК СССР В. В. Куйбышев

### Март
- Март — 14 июня — Военный конфликт между Саудовской Аравией и Йеменским Мутаваккилийским королевством.

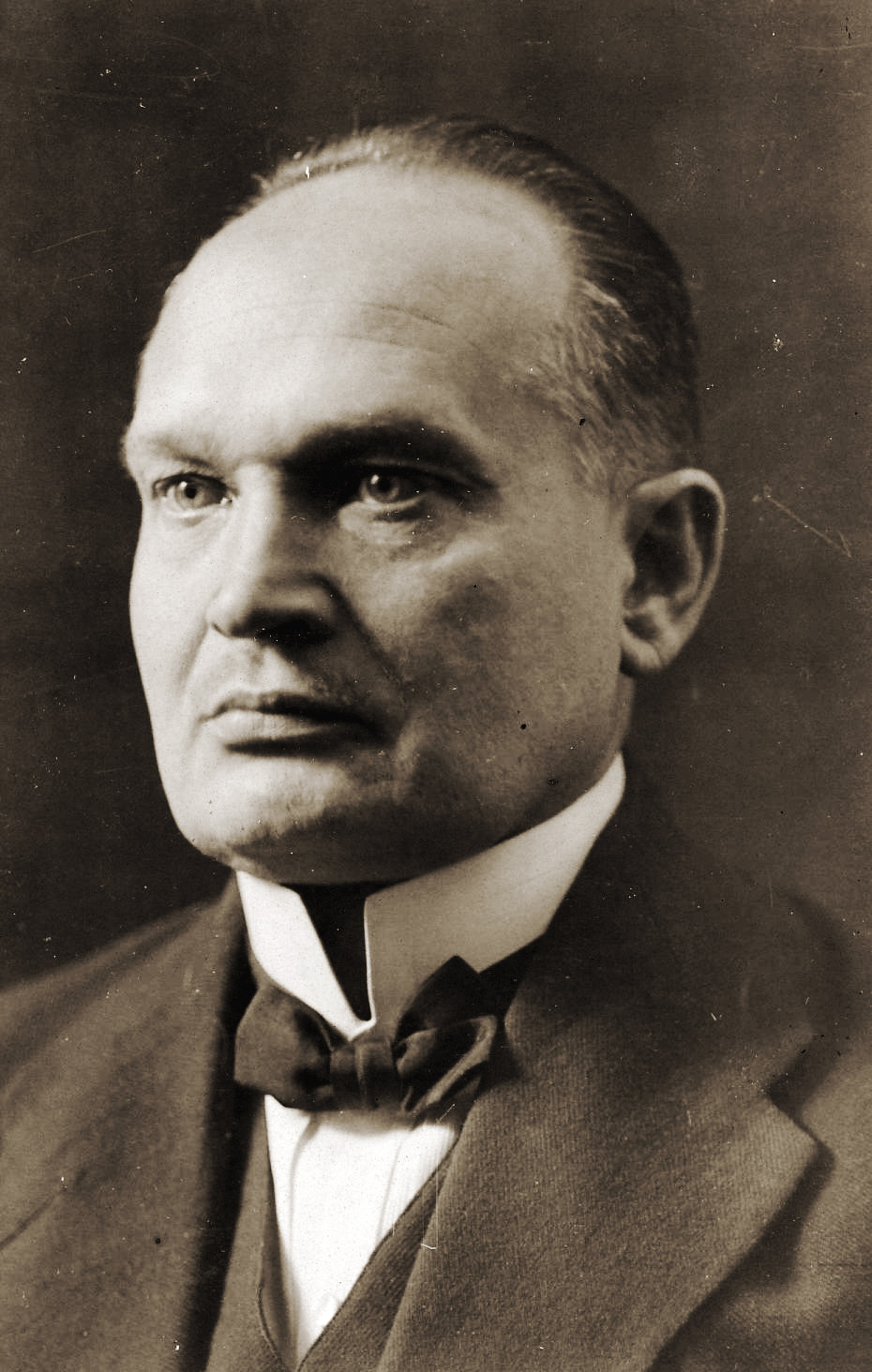
Премьер-министр Эстонии
Константин Пятс

- 1 марта — в Чанчуне прошла коронация Пу И в качестве императора Манчжоу-го под именем Кантена («милосердие и благодеяние»).
- 4 марта — в результате столкновения пассажирского и пригородного поездов на московской станции «Фрезер» погибли 19 и ранены 52 человека.
- 5 марта — 13 апреля — авиационная операция по спасению экипажа и пассажиров судна «Челюскин», спасены все 104 человека.
- 12 марта
  - В Эстонии премьер-министр Константин Пятс совершил государственный переворот и захватил власть, запрещены политические партии и отменены свобода слова и свобода печати.
  - В результате столкновения дачного и товарного поездов на станции Таватуй (Свердловская область) погибли 33 и ранены 68 человек.
- 17 марта — Австрия, Королевство Венгрия и Италия подписывают Римские протоколы, по которым Австрия и Венгрия обязались согласовывать свою внешнюю политику с Италией[7].
- 20 марта — в СССР издано постановление ЦИК СССР и СНК СССР «Об организационных мероприятиях в области советского и хозяйственного строительства», направленное на сокращение штатов управленческого аппарата.
- 22 марта — Габриэль Терра переизбран президентом Уругвая.
- 26 марта — в условиях безальтернативности в Италии прошли парламентские выборы, все 400 мест получила Национальная фашистская партия.

### Апрель

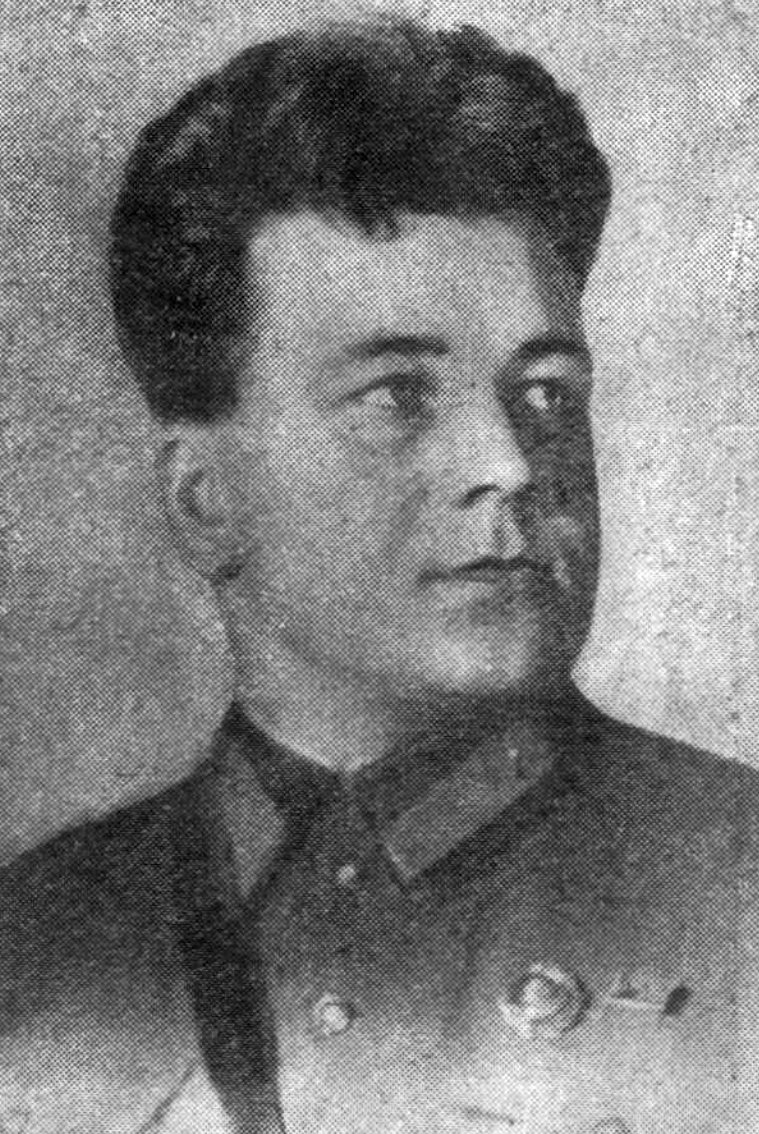
Герой Советского Союза, участник операции по спасению челюскинцев А. В. Ляпидевский

- 11 апреля — Рейхсканцлер Германии Адольф Гитлер встретился на крейсере «Германия» с командующими родами войск. Принято решение о ликвидации руководства «штурмовых отрядов» и их переподчинению вермахту.
- 13 апреля — в результате обрушения строящегося Саратовского железнодорожного моста через Волгу погибло около 150 человек.
- 14 апреля — по инициативе рабочих Магнитогорска выпущен Государственный внутренний заём 2-й пятилетки.
- 15 апреля — в Севастополе во время испытаний разбился самолёт АНТ-27, погибли 4 человека.
- 16 апреля — в СССР учреждена высшая степень отличия — звание Героя Советского Союза[10].
- 19 апреля — в Уругвае прошли парламентские выборы, Партия Колорадо получила 56,1 % голосов и 55 из 99 мест в Палате представителей.
- 20 апреля — первые звания Героев Советского Союза были присвоены семи лётчикам, участвовавшим в эвакуации участников экспедиции на «Челюскине» — А. В. Ляпидевскому, С. А. Леваневскому, В. С. Молокову, Н. П. Каманину, М. Т. Слепнёву, М. В. Водопьянову и И. В. Доронину[11].
- 24 апреля — в СССР издано постановление ЦК ВКП(б) «О нагрузке школьников и пионеров общественно-политическими заданиями».
- 28 апреля — новым премьер-министром Испании стал Рикардо Сампер.

### Май

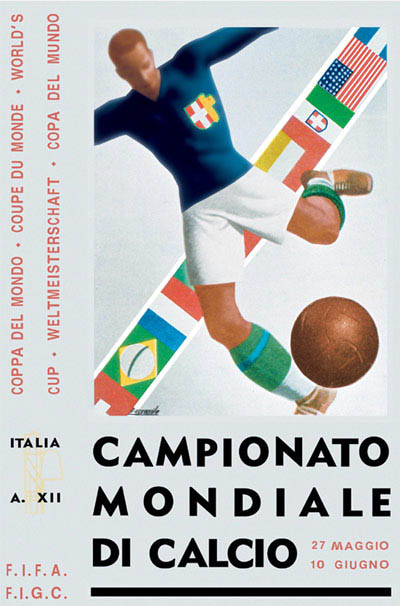
Постер чемпионата мира по футболу 1934 года

- 1 мая — в Австрии принята новая, антидемократическая, конституция, все политические партии распущены[7].
- 2 мая — опубликовано постановление ЦК ВКП(б) «Об извращениях в политработе среди колхозников Чечено-Ингушской области и Азово-Черноморского края», запретившее устраивать показательные «съезды лодырей» и символические «похороны лодырей и симулянтов».
- 7 мая — в составе Дальневосточного края РСФСР образована Еврейская автономная область[12].
- 15 мая — государственный переворот в Латвии. Глава правительства Карлис Ульманис распускает парламент и приостановлено действие конституции. Запрещены все политические партии, закрыты антиправительственные печатные издания, отменены свобода слова и свобода печати.
- 16 мая–21 августа — в американском городе Миннеаполис произошла забастовка работников автотранспортных организаций.
- 17–23 мая — в Москве прошла Первая Международная конференция по тензорной дифференциальной геометрии и её приложениям.
- 18 мая — в СССР опубликованы постановления СНК СССР и ЦК ВКП(б) о реформе средней школы. Вместо групп введены 10 классов (начальная школа — 1-4 классы, полная — 7 классов). Также введены единые учебники.
- 19 мая — государственный переворот в Болгарии, осуществлённый организациями Военный союз (лидер Дамян Велчев) и «Звено» (лидер Кимон Георгиев). К власти пришло правительство Кимона Георгиева[13].
- 24 мая — на президентских выборах в Чехословакии в четвёртый раз президентом избран Томащ Масарик.
- 27 мая — в Италии стартовал II чемпионат мира по футболу. Он завершился 10 июня победой сборной Италии в финальном матче против команды Чехословакии.

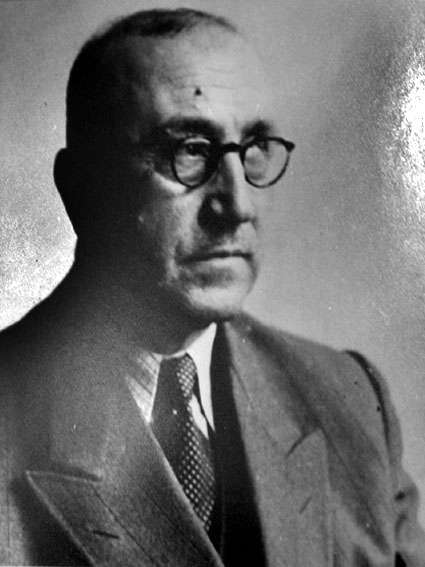
Премьер-министр Болгарии Кимон Георгиев

### Июнь
- Июнь — в МНР завершилась кампания политических репрессий 1933–1934 годов.
- 5 июня
  - В СССР опубликовано решение СНК СССР и ЦК ВКП(б), которое предусматривало наказание за хулиганство на железных дорогах в виде от 6 месяцев до 3 лет исправительно-трудовых лагерей, а за проезд без спецразрешения в товарных поездах – 6 месяцев ИТЛ. Посторонние выселялись из полосы отчуждения железных дорог.
  - В Испании прошла всеобщая забастовка крестьян и подёнщиков, жестоко подавленная правительством (13 погибших, 7000 арестовано).
- 8 июня — в СССР вышло постановление ЦИК СССР «О дополнении статей к Положению о преступлениях государственных (о контрреволюционных и особо для СССР опасных преступлениях против порядка управления)». Предусматривало расстрел или 10 лет заключения с конфискацией имущества за шпионаж, выдачу военной тайны и бегство за границу. Члены семьи преступника получали от 5 до 10 лет заключения с конфискацией имущества, остальные родственники могли быть сосланы на 5 лет.
- 9 июня — СССР и Румыния восстановили дипломатические отношения.
- 12 июня — в Болгарии распущены парламент, политические партии и другие организации, введена цензура прессы.
- 13 июня — Центрально-Чернозёмная область РСФСР была разделена на Воронежскую и Курскую области[14].
- 14 июня
  - СССР предложил всем заинтересованным странам стать участниками антигерманского Восточного пакта, идея которого была выдвинута Луи Барту[15].
  - В СССР снижена оплата детских садов и квартплата для низкооплачиваемых категорий рабочих и служащих.
- 20 июня — Народный комиссариат по военным и морским делам СССР переименован в Народный комиссариат обороны СССР. Реввоенсовет СССР при наркомате ликвидирован[16].
- 24 июня
  - Столица Украинской ССР переведена из Харькова в Киев.
  - На парламентских выборах в Исландии Партия Независимости получила 42,3% голосов и 14 из 33 мест в альтинге, Прогрессивная партия – 21,9% и 9 мест, Социал-демократическая партия – 21,7% и 7 мест.
- 27 июня — во Франции Французская коммунистическая партия и СФИО (Социалистическая партия) подписали «Пакт о единстве действий»[17].
- 30 июня — в ночь с 30 июня на 1 июля в Германии по приказу А. Гитлера отряды СС совершили внезапное нападение на руководство штурмовых отрядов (СА) (т. н. Ночь длинных ножей). Глава штурмовиков Эрнст Рём (убит 1 июля) и десятки других руководителей СА были расстреляны без суда и следствия.

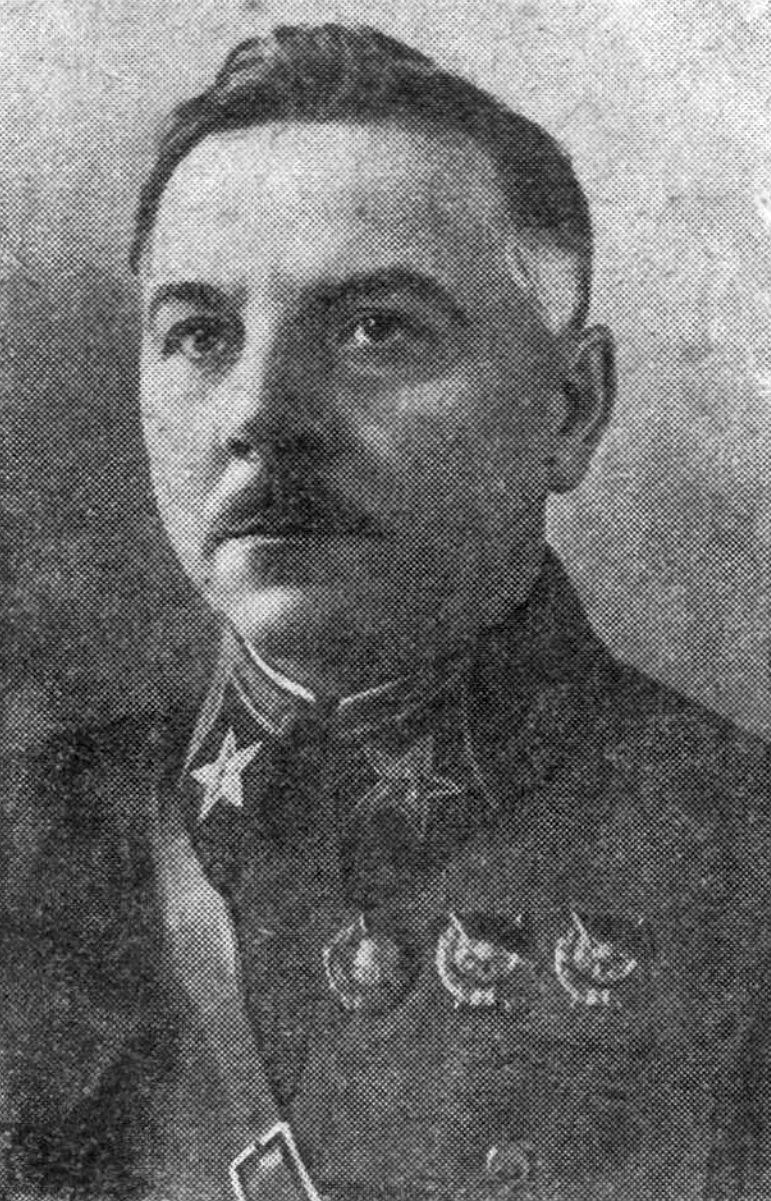
Нарком обороны СССР К. Е. Ворошилов

### Июль

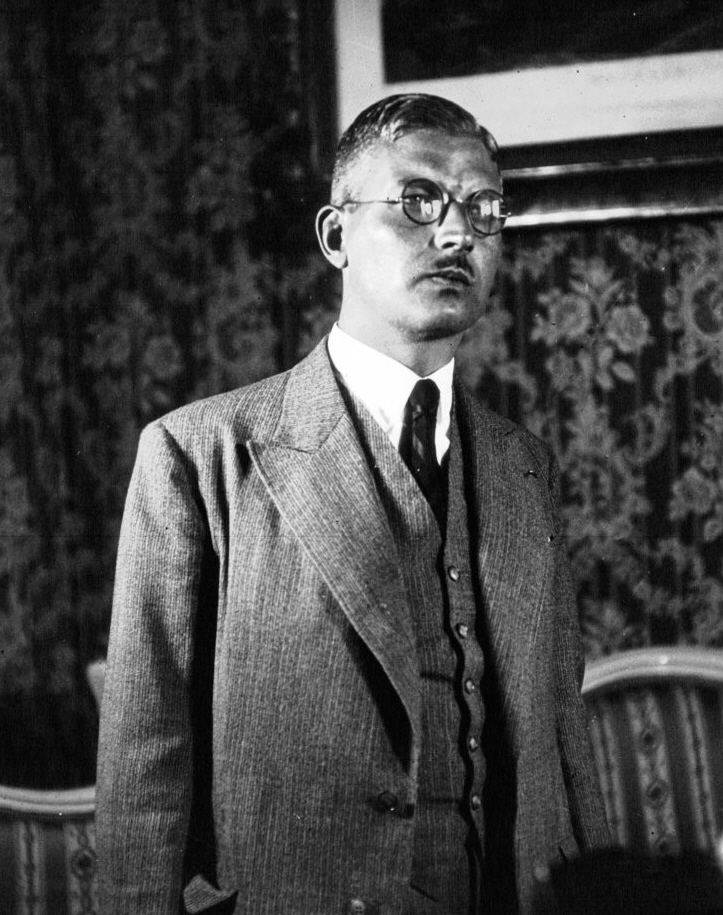
Канцлер Австрии Курт Шушниг

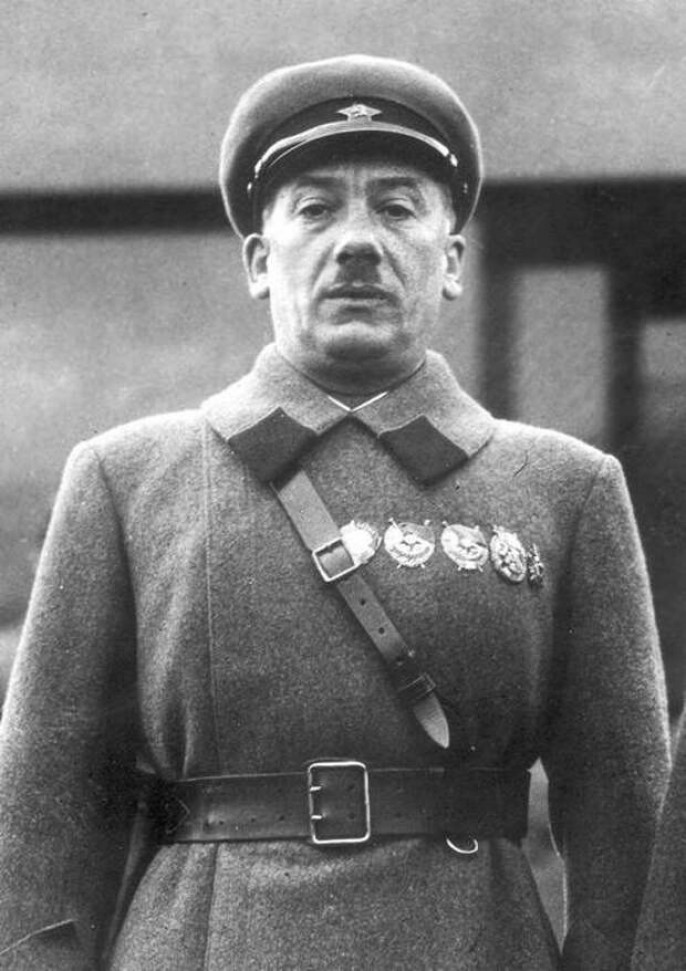
Нарком внутренних дел СССР Г. Г. Ягода

- 1 июля — В Мексике на президентских выборах победу одержал губернатор штата Мичоакан Ласаро Карденас, получивший 98,2 % голосов (вступил в должность 1 декабря).
- 2 июля — Чехословакия заявила о готовности присоединиться к будущему антигерманскому Восточному пакту, предложенному Францией и СССР[15].
- 8 июля
  - Адмирал Кэйсукэ Окада возглавил правительство Японии.
  - Русский офицер-эмигрант Борис Скосырев провозглашён королём Андорры (свергнут 20 июля).
- 10 июля 
  - СНК СССР принял постановление об учреждении НКВД СССР. Постановление предусматривало создание Особого совещания при НКВД СССР с правом внесудебного вынесения приговоров, вплоть до 5 лет лагерей.
  - Китайское советское правительство в Жуйцзине и Рабоче-крестьянская армия Китая публикуют «Декларацию о походе на север для отпора Японии»
- 11 июля — В статьях изданий «New York Sun» и «The New York Times» был упомянут изобретённый учёным Николой Теслой излучатель пучка заряженных частиц «Teleforce».
- 16 июля — В Бразилии на всенародном голосовании принята конституция.
- 18 июля — В Панаме произошло разрушительное землетрясение.
- 20 июля — Издано совместное постановление СНК СССР и ЦК ВКП (б) «О мероприятиях по развитию Северного морского пути и северного хозяйства».
- 22 июля 
  - В Чикаго в результате спецоперации ФБР убит знаменитый американский грабитель банков эпохи Великой Депрессии Джон Диллинджер.
  - Постановлением Президиума [[ВЦИК в составе Дальневосточного края учреждёна Хабаровская область.
- 25 июля — Попытка государственного переворота в Австрии, устроенная местными нацистами. Смертельно ранен федеральный канцлер Австрии Энгельберт Дольфус, новым канцлером стал подавивший мятеж министр юстиции Курт Шушниг[7].
- 27 июля — ВЦИК принял постановление о переименовании города Верхнеудинска в Улан-Удэ (Красная Уда)[18].
- 29 июля
  - Латвия и Эстония заявили о готовности присоединиться к будущему Восточному пакту, предложенному Францией и СССР при условии привлечения в него Польши и Германии[15].
  - Вступление в строй первой в СССР высокогорной Гизельдонской гидроэлектростанции в горах Северной Осетии.
- 31 июля — В Германии опубликован первый бюллетень об ухудшении здоровья президента Пауля фон Гинденбурга. На следующий день к нему приехал рейхсканцлер А. Гитлер[19].

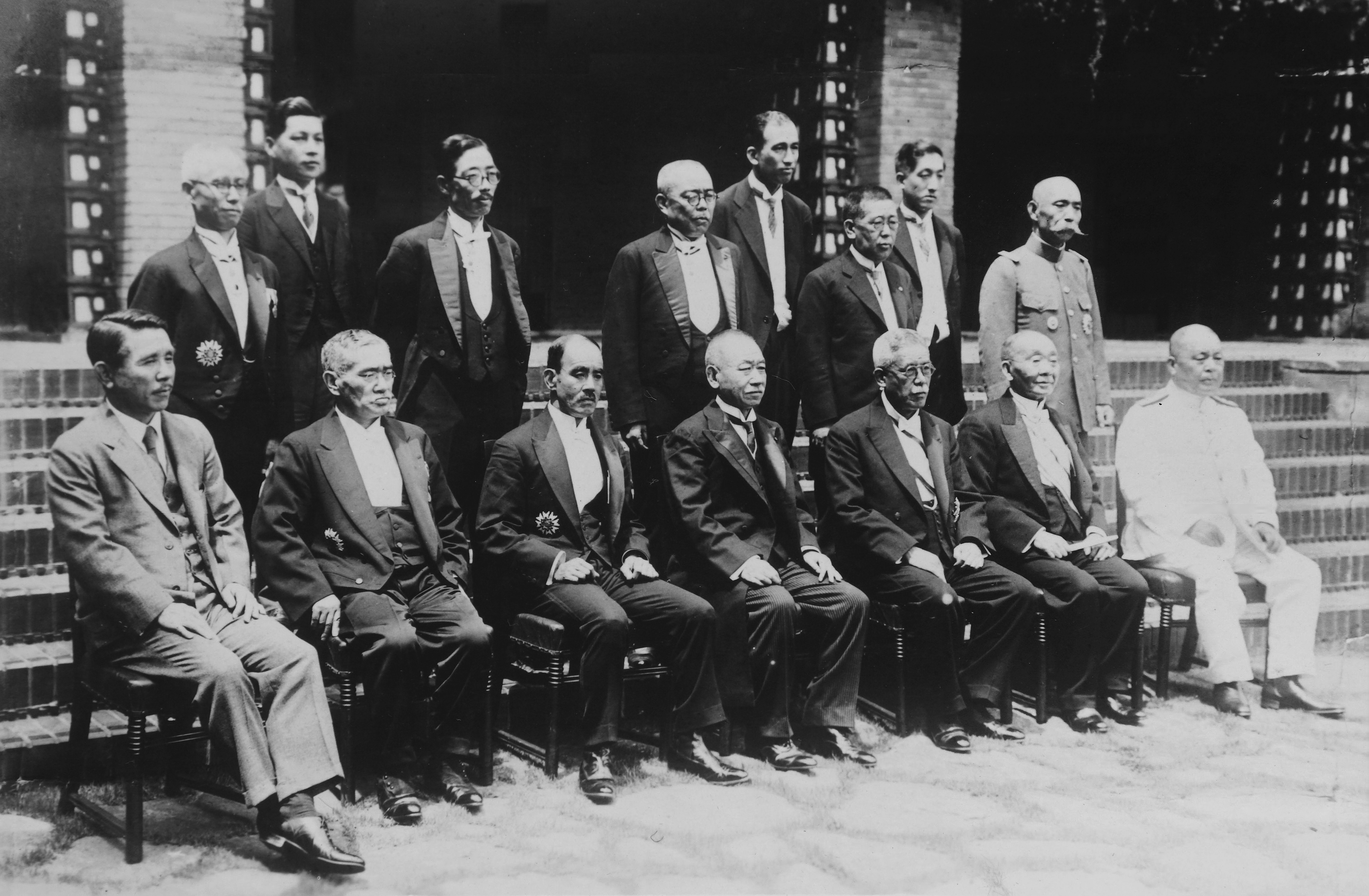
Японский премьер-министр Кэйсукэ Окада и члены его правительства

### Август

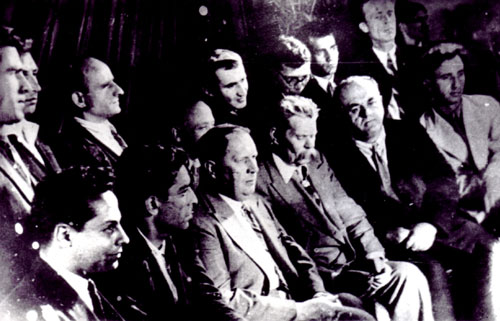
Участники I съезда писателей СССР

- 1 августа — Подписано соглашение о выводе войск США из Гаити (последний контингент морской пехоты США отбыл с острова 15 августа). Завершение 19-летней американской оккупации.
- 2 августа — Смерть президента Германии П. фон Гинденбурга (похоронен 8 августа). Рейхсканцлер А. Гитлер становится и. о. рейхспрезидента и фюрером Германии до плебисцита.
- 3 августа — Литва заявила о готовности присоединиться к будущему антигерманскому Восточному пакту, предложенному Францией и СССР[15].
- 17 августа – 1 сентября — Первый съезд советских писателей в Москве.
- 17 августа — Заключено соглашение о единстве действий между Итальянской коммунистической партией и Итальянской социалистической партией.
- 19 августа — На плебисците в Германии 90 % избирателей одобрили совмещение А. Гитлером постов рейхсканцлера и рейхспрезидента. Пост рейхспрезидента упразднён, Гитлер провозглашён «фюрером и рейхсканцлером Германии». В стране окончательно устанавливается режим диктатуры НСДАП.

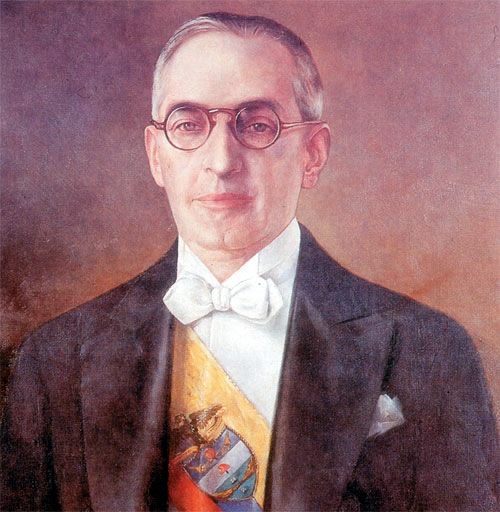
Президент Колумбии Альфонсо Лопес Пумарехо

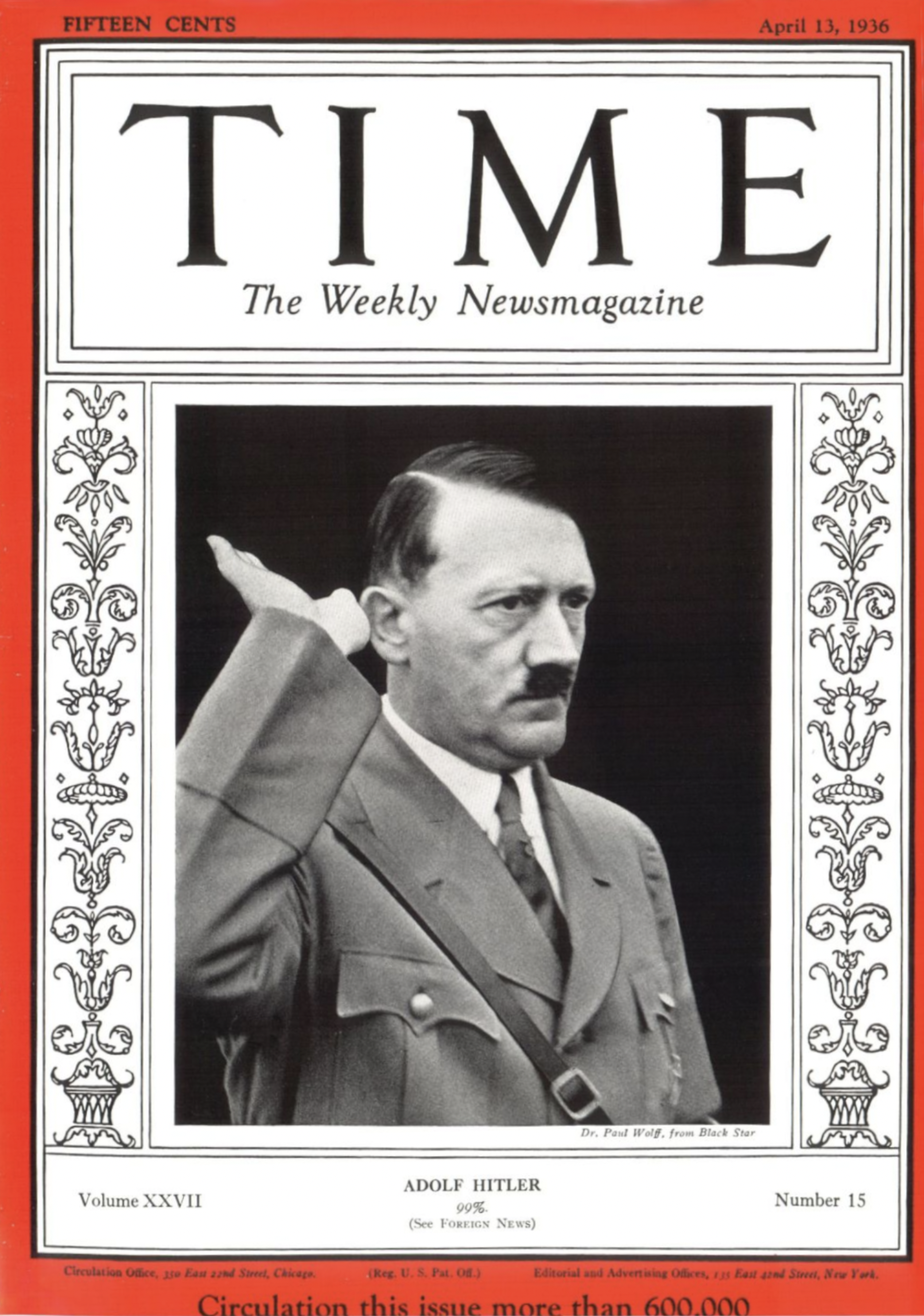
Фюрер Германии А. Гитлер

### Сентябрь
- 1 сентября

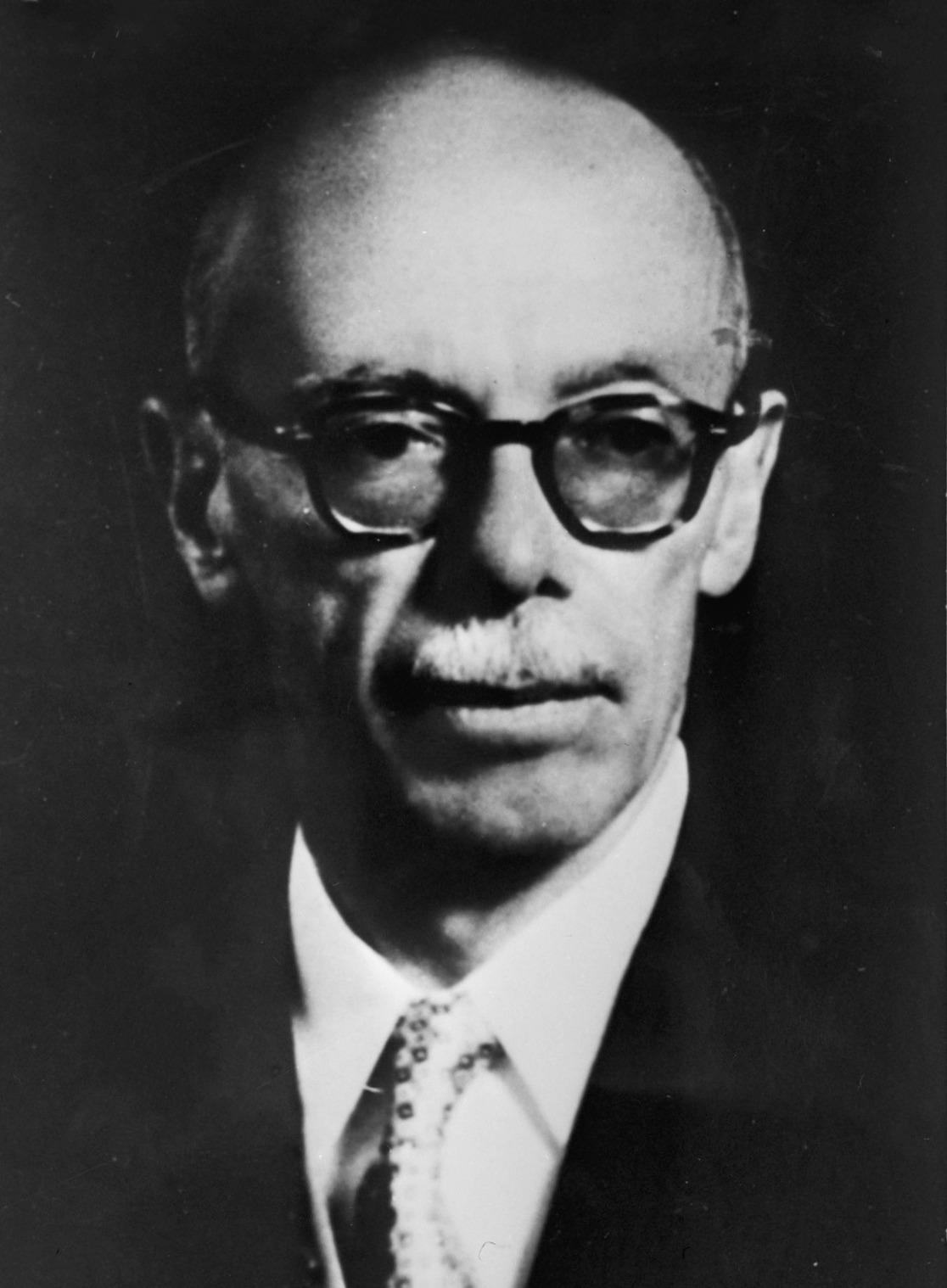
Президент Эквадора Хосе Мария Веласко Ибарра

  - В Тавильдаринском районе Таджикской ССР произошло землетрясение погибли не менее 187 человек[20].
  - Председатель Палаты депутатов Хосе Мария Веласко Ибарра вступил в должность президента Эквадора.
- 8 сентября — пожар на океанском лайнере «Morro Castle», погибли 137 человек[21].
- 11 сентября — Германия заявила об отказе от участия в Восточном пакте, предложенном Францией и СССР[15].
  - Страны-участники 15-й сессии Лиги Наций направили СССР телеграмму с предложением вступить в эту организацию. СССР дал согласие.
  - В Австралии прошли парламентские выборы. Партия «Объединённая Австралия» получила 36 % и 32 из 75 мест в Палате представителей, оппозиционная Лейбористская партия — 26,8 % и 18 мест; премьер-министром остался Джозеф Лайонс.
- 12 сентября — подписан пакт о сотрудничестве, согласии и взаимной помощи между Литвой, Латвией и Эстонией.
- 17 сентября — Албания восстановила с СССР дипломатические отношения, разорванные в декабре 1924 года[22].
- 18 сентября — СССР вступил в Лигу Наций, выйдя из прежней официальной политической изоляции.
- 22 сентября — в Гресфорде (Уэльс) в результате взрыва и последовавшего за ним пожара на шахте погибли 266 шахтёров и спасателей.
- 27 сентября — Польша заявила об отказе от участия в Восточном пакте[15].
- 28 сентября — ввод в строй Новокраматорского машиностроительного завода.

### Октябрь

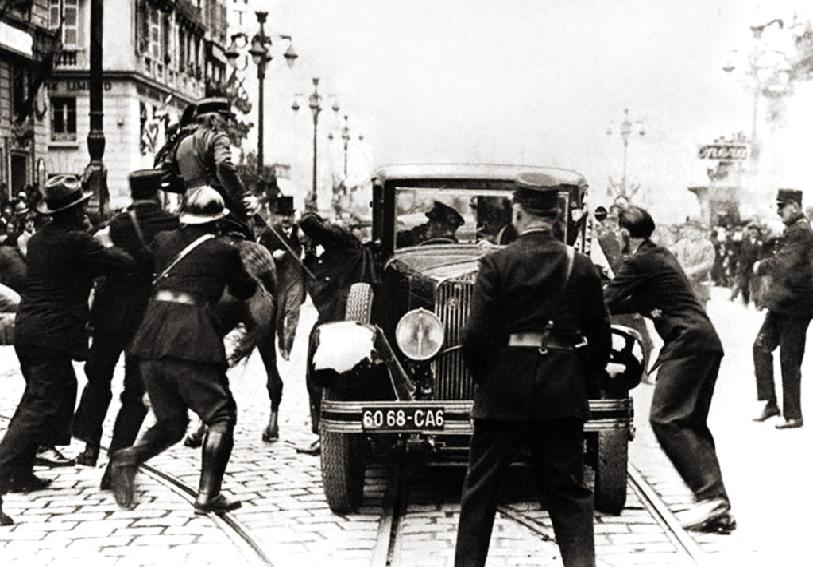
Покушение на короля Югославии Александра I Карагеоргиевича и главу МИДа Франции Луи Барту в Марселе (Франция)

- 4 октября — в Испании образовано новое правительство во гласе с Алехандро Леррусjом. Социалистическая партия в знак протеста против включения в правительство членов правоклерикальной партии СЭДА призвала к всеобщей забастовке. Забастовка переросла в мощные революционные восстания в Мурсии, Каталонии и Мадриде. Всеобщее революционное восстание в стране было подавлено 20 октября. Погибли 1435 человек.
- 9 октября — в Марселе убиты король Югославии Александр I Карагеоргиевич и министр иностранных дел Франции Луи Барту[15].
- 14 октября — в Бразилии прошли парламентские выборы. Из 250 избранных депутатов 142 оказались сторонниками президента Жетулиу Варгаса, 76 – оппозиционерами[23].
- 15 октября — в Москве проведён первый пробный рейс поезда метро (Сокольники — Комсомольская площадь).
- 16 октября–19 октября 1935 — в Китае начался „Велиеий поход“ – переход вооружённых сил КПК (КПК) из южного Китая через труднодоступные горные районы в Яньаньский округ провинции Шэньси. Протяжённость маршрута превысила 8000 км.
- 24 октября — во Нанте  (Франция) лидер коммунистической партии Морис Торез выдвинул идею Народного фронта[24].

### Ноябрь
- 8 ноября

Кадр из мультфильма «Богиня Весны»

  - Во Франции ушло в отставку правительство Гастона Думерга. Его сменил кабинет во главе с депутатом нижней палаты парламента Пьером Этьенном Фланденом[4].
  - В США вышел в прокат цветной мультфильм «Богиня Весны» из серии мультфильмов «Silly Symphonies» («Глупые симфонии») студии Уолта Диснея.
- 11 ноября — в Боливии прошли президентские выборы, на которых победил Франц ТамайоЮ получивший 59,2 % голосов. Однако в результате военного переворота 27 ноября итоги выборов были аннулированы.
- 20 ноября — новым премьер-министром Бельгии стал Жорж Тёнис.
- 26 ноября — в Новосибирске открыто трамвайное движение (см. новосибирский трамвай).

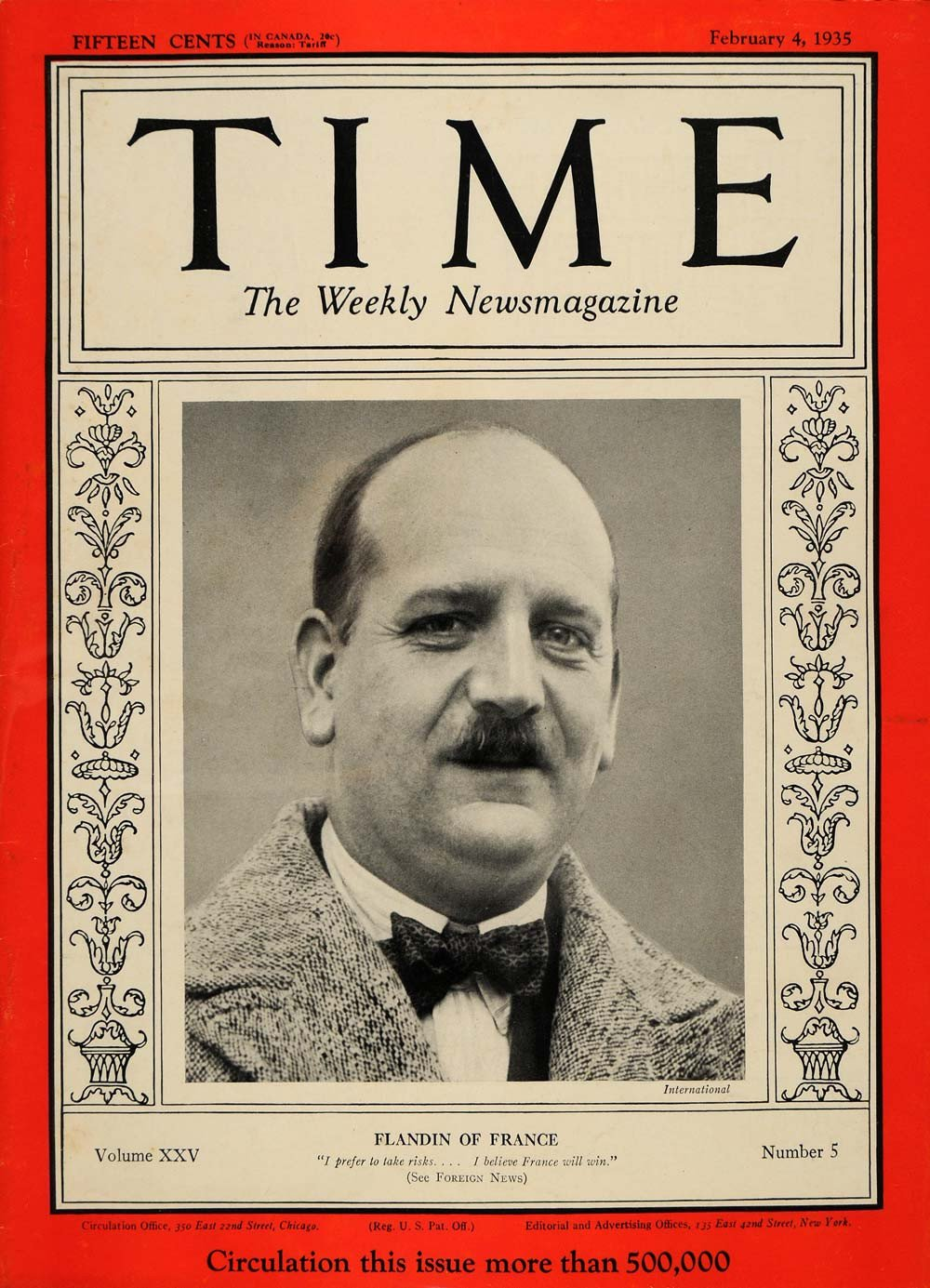
Премьер-министр Франции Пьер Этьенн Фланден

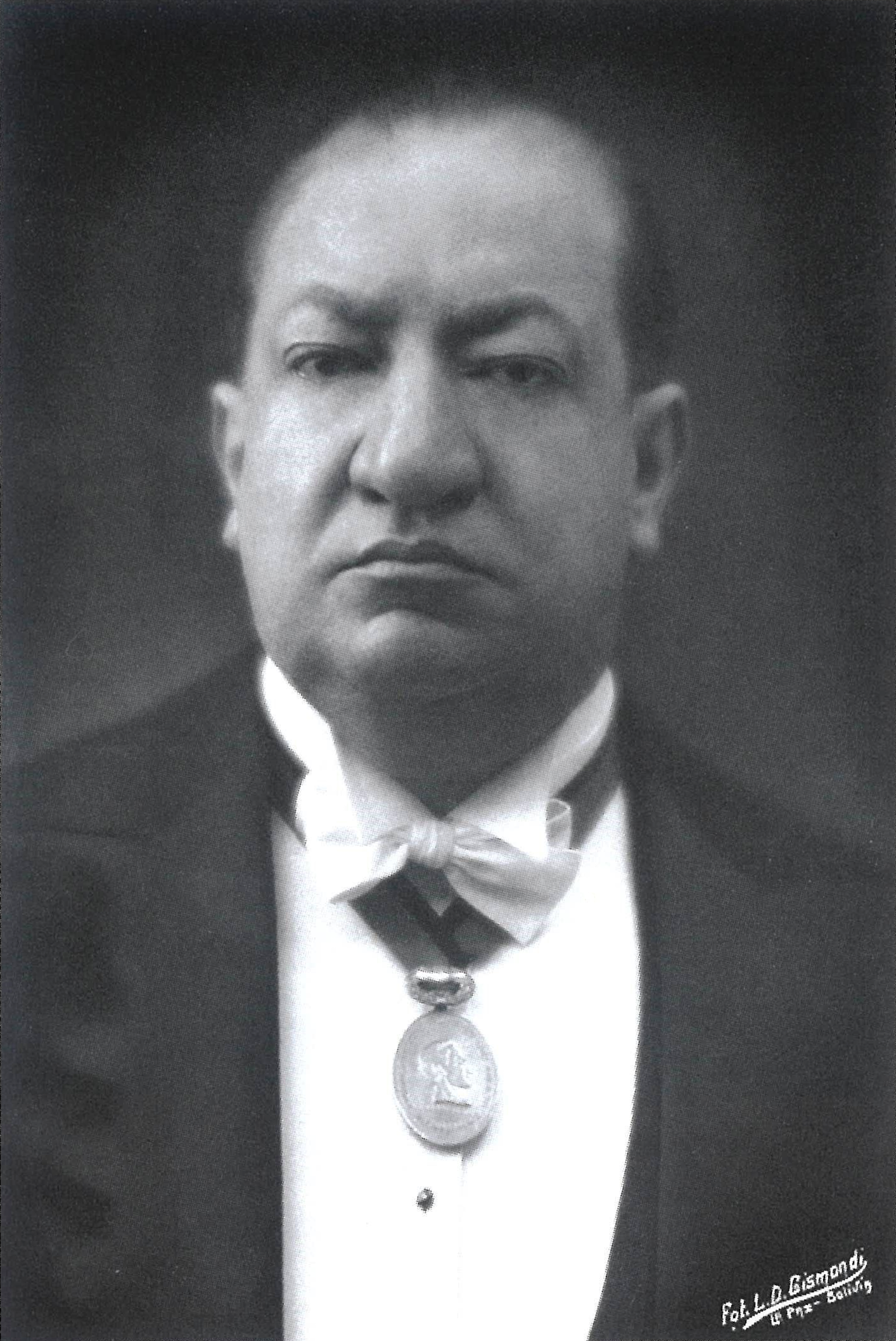
Президент Боливии Хосе Техада

- 27 ноября — в Боливии недовольные ведением Чакской войны офицеры арестовывают во время поездки на фронт президента Даниэля Саламанку, намеревавшегося сменить командующего боливийской армией. Новым главой страны провозглашён вице-президент Хосе Техада[25].

### Декабрь
- 1 декабря — в здании Ленинградского обкома ВКП(б) Л. В. Николаевым застрелен первый секретарь Ленинградского обкома ВКП(б), член политбюро ЦК ВКП(б), секретарь ЦК ВКП(б) С. М. Киров. В тот же день Президиум ЦИК СССР принял постановление «О внесении изменений в действующие уголовно-процессуальные кодексы союзных республик»: «Следственным властям — вести дела обвиняемых в подготовке или совершении террористических актов ускоренным порядком. Судебным органам — не задерживать исполнение приговоров…». Эти события положили начало массовым репрессиям в СССР, явившихся проявлением борьбы за власть в государственном и партийном руководстве. Этот период в истории СССР известен в мировой историографии как «Большой террор».

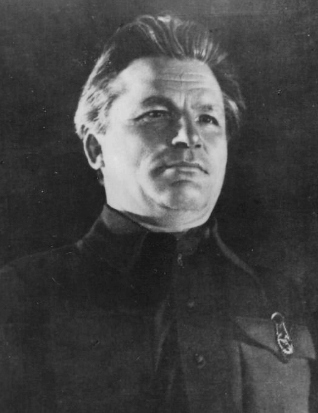
Первый секретарь Ленинградского обкома ВКП(б) С. М. Киров

- 5 декабря — город Вятка переименован в Киров в честь уроженца области С. М. Кирова.
- 7 декабря — постановлением Президиума ВЦИК в составе РСФСР образован Красноярский край[26]. Горьковский край разделён на собственно Горьковский край и Кировский край[1]. Из состава Средне-Волжского края выделена Оренбургская область. Создана Омская область.

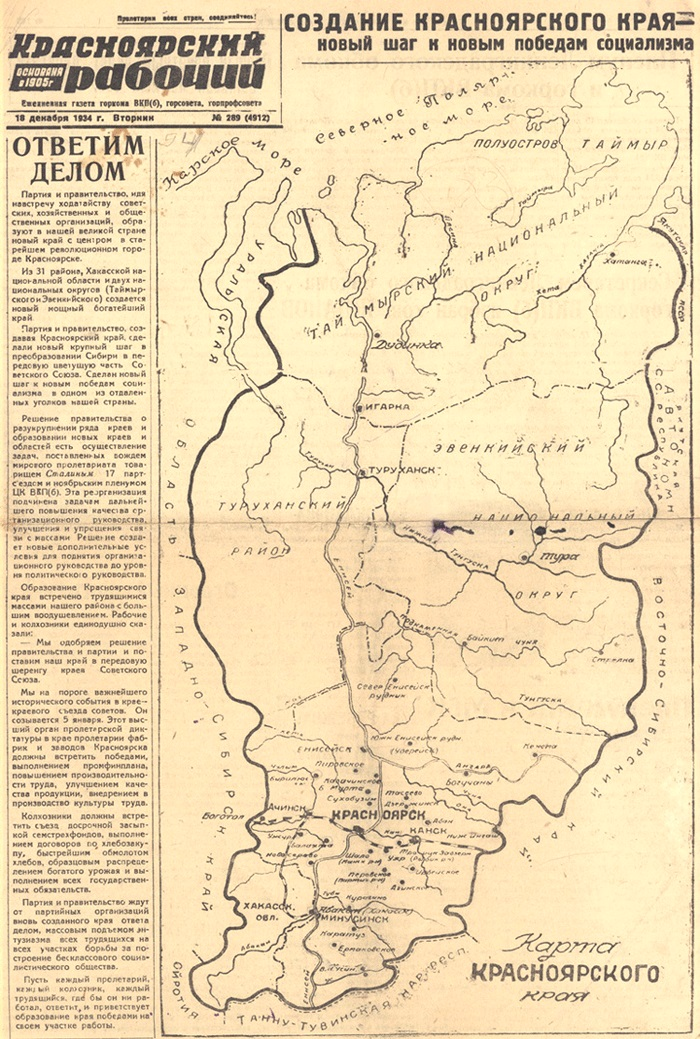
Номер газеты «Красноярский рабочий» от 18 декабря 1934 года с объявлением об образовании Красноярского края

- 16 декабря — в Португалии прошли первые после принятия конституции выборы в Национальное собрание. В условиях безальтернативности все 100 мест заняла партия «Национальный союз» премьер-министра Антониу Салазара, за которую голосовало 6 % населения.
- 17 декабря — постановлением ЦИК СССР город Хибиногорск переименован в Кировск, Нарвский район Ленинграда – в Кировский район, улица Красных Зорь – в Кировский проспект; в Морскве – Замоскворецкий район – в Кировский, Мясницкая улица – в улицу Кирова, станция метро «Мясницкие ворота» в «Кировскую».
- 27 декабря — Персия переименована в Иран.
- 28 декабря — Удмуртская автономная область преобразована в Удмуртскую Автономную Советскую Социалистическую Республику[27].

### Без точных дат
- В Токио (Япония) состоялась 15-я Международная конференция Красного Креста и Красного Полумесяца[28].
- На территории Новодевичьего монастыря организован филиал Государственного исторического музея[29].

## Персоны года
Человек года по версии журнала Time — Франклин Делано Рузвельт, президент США.

## Родились
См. также: Категория:Родившиеся в 1934 году

### Январь
- 4 января — Зураб Церетели, советский и российский художник и скульптор (ум. 2025).
- 10 января
  - Леонид Кравчук, первый президент Украины в 1991—1994 годах (ум. 2022).
  - Ольга Ефимова, советский живописец (ум. 1994).
- 11 января — Жан Кретьен, Премьер-министр Канады в 1993—2003 годах.
- 16 января — Василий Лановой, советский, украинский и российский актёр театра и кино, народный артист СССР (ум. 2021).
- 20 января
  - Владимир Дашкевич, советский и российский композитор и теоретик музыки.
  - Том Бейкер, британский актёр.

### Февраль
- 1 февраля — Хэнк Аарон, американский бейсболист (ум. 2021).
- 15 февраля — Никлаус Вирт, швейцарский учёный, специалист в области информатики и языков программирования (ум. в 2024).
- 10 февраля — Флёр Эдкок, новозеландская поэтесса и переводчик (ум. 2024).
- 11 февраля
  - Мэри Куант, английский модельер, создательница мини-юбок (ум. в 2023).
  - Тина Луиз, американская певица и актриса, лауреат премии Золотой глобус.
  - Джон Сёртис, британский гонщик, бывший пилот Формулы-1 (ум. в 2017).
  - Мануэль Норьега, верховный главнокомандующий Национальной гвардии Панамы, де-факто глава Панамы в 1983–1989 годах (ум. в 2017).
- 12 февраля — Энн Крюгер, американский экономист.
- 13 февраля — Джордж Сигал, американский актёр (ум. в 2021).
- 14 февраля — Эркемен Палкин, алтайский поэт и писатель (ум. 1991).
- 23 февраля — Евгений Павлович Крылатов, советский и российский композитор (ум. 2019).
- 24 февраля — Беттино Кракси, премьер-министр Италии (1983—1987) (ум. 2000).
- 27 февраля — Ральф Нейдер, американский адвокат и политический активист, кандидат в Президенты США.

### Март
- 3 марта — Яцек Куронь, польский политик и государственный деятель (ум. 2004).
- 4 марта — Глеб Павлович Якунин, советский и российский религиозный, общественный и политический деятель, диссидент, член московской Хельсинкской группы, политический деятель, народный депутат России, член Совета Национальностей Верховного Совета РСФСР (1990—1993), Государственной Думы I созыва (1993—1995) (ум. 2014).
- 6 марта — Михаил Михайлович Жванецкий, советский и российский сатирик (ум. 2020).
- 9 марта — Юрий Алексеевич Гагарин, первый советский космонавт (ум. 1968).
- 9 марта — Михай Ермолаевич Волонтир, советский и молдавский актёр театра и кино, Народный артист СССР (ум. 2015).
- 26 марта — Алан Аркин, американский актёр, лауреат премий Оскар, Золотой глобус, BAFTA (ум. 2023).

### Апрель
- 1 апреля — Владимир Владимирович Познер, советский и российский тележурналист.
- 3 апреля — Александр Сергеевич Дзасохов, советский и российский политик и государственный деятель.
- 7 апреля — Лев Александрович Аннинский, советский и российский литературный критик, писатель, публицист, литературовед (ум. в 2019).
- 24 апреля — Ширли Маклейн, американская актриса и писательница, лауреат премии Оскар (1984).

### Май
- 3 мая — Хризостом (Мартишкин), Митрополит Виленский и Литовский, Архиерей Русской Православной Церкви (ум. 2025).

- 14 мая — Леонид Волькович Сахарный, советский и российский лингвист, один из инициаторов психолингвистических исследований в СССР (ум. 1996).
- 21 мая — Глеб Анатольевич Панфилов, советский и российский режиссёр (ум. 2023).
- 23 мая — Роберт Муг, создатель электронных музыкальных инструментов (ум. 2005).
- 27 мая — Вячеслав Анатольевич Шалевич, российский и советский актёр театра и кино, народный артист РСФСР (ум. 2016).
- 30 мая — Алексей Архипович Леонов, космонавт, первый человек, вышедший в открытый космос (ум. 2019).

### Июнь
- 6 июня — Альберт II, шестой король Бельгии с 1993.
- 14 июня — Виктор Андреевич Борцов, советский и российский актёр (ум. в 2008).
- 20 июня — Юрий Визбор, советский бард, писатель, журналист, актёр (ум. в 1984).
- 22 июня — Отто Рудольфович Лацис, российский журналист (ум. в 2005).
- 30 июня — Инна Ивановна Ульянова, артистка театра и кино, Народная артистка России (ум. в 2005).

### Июль
- 11 июля — Джорджо Армани, итальянский модельер.
- 19 июля — Александр Ширвиндт, советский и российский актёр театра и кино, народный артист РСФСР (ум. в 2024).

### Август
- 2 августа — Валерий Фёдорович Быковский, лётчик-космонавт СССР, совершивший 3 полёта в космос (ум. в 2019).
- 3 августа — Жонас Савимби, основатель ангольского повстанческого движения УНИТА (ум. в 2002).
- 16 августа — Пьер Ришар, французский киноактёр-комик и режиссёр.
- 23 августа — Рэм Вяхирев, бывший председатель «Газпрома» (ум. 2013).
- 30 августа — Анатолий Солоницын, советский актёр (ум. 1982).

### Сентябрь
- 7 сентября — Алексей Николаевич Баташев, старейшина джазовой критики, автор первой монографии «Советский джаз» (ум. в 2021).
- 10 сентября
  - Алемдар Сабитович Караманов, композитор, народный артист Украины (ум. в 2007).
  - Ларри Сицки, австралийский композитор, пианист и педагог.
- 20 сентября — Софи Лорен, итальянская актриса и певица.
- 20 сентября — Сокэ Кубота Такаюки, Гранд мастер 10 Дана, создатель Gosoku Ryu, Куботана, основатель и президент International Karate Association (ум. 2024).
- 21 сентября — Леонард Коэн, певец и поэт (ум. в 2016).
- 22 сентября — Аскольд Николаевич Беседин, советский эстрадный и камерный певец (ум. в 2009).
- 24 сентября — Джон Браннер, английский писатель-фантаст (ум. в 1995).
- 26 сентября — Олег Валерианович Басилашвили, советский и российский актёр театра и кино, народный артист СССР (1984).
- 28 сентября — Брижит Бардо, французская киноактриса и фотомодель, защитница животных.
- 30 сентября — Алан А’Курт, английский футболист, полузащитник. (ум. в 2009)

### Октябрь
- 13 октября — Савелий Крамаров, советский, российский и американский актёр (ум. 1995).
- 14 октября — Михаил Михайлович Козаков, советский и российский актёр театра и кино, режиссёр, народный артист России (ум. 2011).
- 18 октября — Кир Булычёв, советский писатель-фантаст (настоящее имя Игорь Всеволодович Можейко) (ум. 2003).

### Ноябрь
- 19 ноября — Валентин Иванов, советский футболист и тренер (ум. в 2011).
- 24 ноября — Альфред Гарриевич Шнитке, советский и российский композитор и пианист (ум. в 1998).
- 30 ноября — Вячеслав Невинный, советский и российский актёр (ум. в 2009).
- 30 ноября — Ильяс Тапдыг, народный поэт Азербайджана (ум. в 2016).

### Декабрь
- 3 декабря — Нина Дорошина, советская и российская актриса театра и кино, народная артистка РСФСР. (ум. 2018).
- 8 декабря — Алиса Бруновна Фрейндлих, советская и российская актриса театра и кино, народная артистка СССР (1981).
- 9 декабря — Джуди Денч, британская актриса театра и кино, лауреат премии Оскар (1999).
- 12 декабря — Хилла Лиманн, Президент Ганы в 1979—1981 годах (ум. 1998).
- 15 декабря — Шушкевич, Станислав Станиславович, советский и белорусский государственный и политический деятель, один из подписантов Беловежских соглашений (ум. 2022).
- 15 декабря — Айдид, Мохамед Фарах, сомалийский военный и политический деятель, самопровозглашённых президент Сомали 1995—1996 годы (ум. в 1996).
- 27 декабря — Николай Сличенко, российский кино- и театральный актёр, режиссёр театра «Ромэн», исполнитель цыганских песен (ум. 2021).
- 28 декабря — Мэгги Смит, британская актриса, двукратный лауреат премии Оскар (1970, 1979) (ум. 2024).

## Скончались
См. также: Категория:Умершие в 1934 году

### Февраль
- 17 февраля — Альберт I, король Бельгии в 1909—1934 годах (род. 1875).
- 21 февраля — Аугусто Сесар Сандино, никарагуанский политический и военный деятель, генерал (род. 1895, убит).

### Апрель
- 7 апреля — Беатриса Эфрусси де Ротшильд, баронесса, коллекционер предметов искусства.

### Май
- 10 мая — Вячеслав Рудольфович Менжинский, российский революционер, советский партийный деятель, один из руководителей советских органов государственной безопасности,

### Июнь
- 10 июня — Александр Семёнович Ященко, русский юрист, правовед, библиограф.
- 11 июня — Лев Семёнович Выготский, советский психолог.

### Июль
- 4 июля — Мария Кюри, французский физик и химик, лауреат нобелевской премии по физике (1903) и нобелевской премии по химии (1911).
- 25 июля — Энгельберт Дольфус, австрийский федеральный канцлер.

### Август
- 2 августа — Пауль фон Гинденбург, генерал-фельдмаршал, рейхспрезидент Германии в 1925—1934 гг.
- 3 августа — Владимир Леонидович Дуров, русский цирковой артист-дрессировщик.
- 25 августа — Нестор Махно, выдающийся анархист.

### Октябрь
- 9 октября — Александр I Карагеоргиевич, король Югославии в 1921—1934 годах (род. 1888).

### Ноябрь
- 25 ноября — Михаил Сергеевич Грушевский, украинский историк, писатель, общественный и политический деятель, председатель Украинской Центральной Рады, академик АН УССР и АН СССР (род. 1866).

### Декабрь
- 1 декабря — Сергей Киров, советский партийный и государственный деятель.

## Нобелевские премии
- Физика — премия не присуждалась.
- Химия — Гарольд Клейтон Юри — «За открытие тяжёлого водорода — дейтерия, используемого для получения тяжёлой воды (замедлителя в ядерных реакторах), а также в качестве индикатора биохимических реакций в живой ткани».
- Медицина и физиология — Джордж Уипл, Джордж Майнот, Уильям Мерфи — «За открытия, связанные с применением печени в лечении пернициозной анемии».
- Литература — Луиджи Пиранделло — «За творческую смелость и изобретательность в возрождении драматургического и сценического искусства».
- Премия мира — Артур Хендерсон — «За настойчивую защиту дела международного разоружения».